# ميلاني هوفمان
ميلاني هوفمان (بالألمانية: Melanie Hoffmann)‏ (29 نوفمبر 1974 في ألمانيا - ) هي لاعبة كرة قدم ألمانية في مركز الوسط، شاركت في الألعاب الأولمبية الصيفية 2000. وشاركت مع منتخب ألمانيا لكرة القدم للسيدات. أما مع النوادي، فقد لعبت مع SGS Essen ‏ وفيلادلفيا تشارج ‏ وKBC Duisburg ‏ ودويسبورغ للسيدات.

## وصلات خارجية
- ميلاني هوفمان على موقع الاتحاد الدولي (مؤرشف)  (الإنجليزية)
- ميلاني هوفمان على موقع قاعدة بيانات كرة القدم.إي يو (الإنجليزية)
- ميلاني هوفمان على موقع بيانات كرة القدم. دي إي (الألمانية)
- ميلاني هوفمان على موقع عالم كرة القدم.نت (الإنجليزية)
- ميلاني هوفمان على موقع اللجنة الأولمبية الدولية (الإنجليزية)
- ميلاني هوفمان على موقع أوليمبيديا (الإنجليزية)